# Hans Schwab-Felisch
Hans Schwab-Felisch (* 2. November 1918 in Dresden; † 19. Oktober 1989 in Herdecke) war ein deutscher Journalist und Literaturhistoriker. 

## Leben
Hans Schwab-Felisch wurde als Sohn des Journalisten und Widerstandskämpfers Alexander Schwab und dessen Frau Hildegard, geb. Felisch, in Dresden geboren und wuchs in Berlin auf. Sein Großvater mütterlicherseits ist der Admiralitätsrat und Schriftsteller Paul Felisch. 1939 wurde Hans Schwab-Felisch Soldat und im Krieg verwundet. Er begann noch während des Krieges ein Germanistikstudium in Berlin und volontierte als Journalist an der Deutschen Allgemeinen Zeitung. Ab 1945 studierte er in Tübingen und arbeitete als Journalist u. a. beim Kurier in Berlin. 1949 wurde er Redakteur der Berliner Ausgabe der Neuen Zeitung, 1955 der Frankfurter Allgemeinen Zeitung. 1978 bis 1983 war Schwab-Felisch Herausgeber der Zeitschrift Merkur.
1963 veröffentlichte Schwab-Felisch eine kommentierte Ausgabe von Gerhart Hauptmanns Drama Die Weber. Er war Professor an der Universität Witten/Herdecke.

## Werke
- Gerhart Hauptmann. Die Weber. Dichtung und Wirklichkeit. Ullstein, Frankfurt am Main/Berlin 1963. (9. Auflage. Ullstein, Berlin 2005, ISBN 3-548-24047-X)